# Astragalus versicolor
Astragalus versicolor är en ärtväxtart som beskrevs av Pall.. Astragalus versicolor ingår i släktet vedlar, och familjen ärtväxter. Inga underarter finns listade i Catalogue of Life.